# Позориште Мата Милошевић
Позориште Мата Милошевић Факултета драмских уметности је било прво стално репертоарско позориште студената, професора ФДУ и грађана Новог Београда, активно од 2000 до 2002. године, које је основано са намером да се кроз стваралачки неомеђен рад обликују плодотворни и оригинални позоришни уметници. Као јавни полигон уметности и пети степен студија  на којем се примењује и финализује све оно што су студенти научили током четири године студија, ово позориште је било засновано на високим стандардима  које је поставио професор прве класе професионалних глумаца, Мата Милошевић, чије име и само носи.

## Историјат
У целокупној обнови друштва након Другог светског рата, оснивање Академије за позоришну уметност (1948) напослетку је омогућило да се школовање драмских уметника почне спроводити у самосталној институцији, а у оквиру југословенског високошколског система, као једне од четири академије у саставу Универзитета уметности.  Наиме, Факултет драмских уметности – позоришта, филма, радија и телевизије, добија своју наменски пројектовану зграду, новембра 1974. године, са неопходним условима за заједнички теоријски, практичан и истраживачки рад студената и њихових професора. То су, пре свега, просторије за глуму, режију, дикцију, мачевање, игру и акробатику, затим шминкерница, тонски, телевизијски, филмски и фото студио, сала за монтажу, радионице за анимирани филм, компјутерску графику и анимацију, собе за пројекцију, фонотеку и филмски архив.
Према урбанистичком плану су требали да буду изграђени у склопу ФДУ-а, са леве стране садашње зграде, према прузи – филмски студио, а са десне, ка аутопуту – велико позориште. То није реализовано, те су разне управе Факултета биле приморане да постојеће просторије прилагођавају потребама наставе уметничких дисциплина у сва четири медија. Позоришна сала у згради ФДУ-а , је у очекивању изградње великог позоришта названа Камерном сценом и до данас је остала сцена за извођење студентских испитних представа. Она је званично почела са радом  1988. године, након мукотрпног залагања тадашњег декана Светозара Рапајића и изналажења средстава да се од бетонске сале направи једна функционална сцена. Иницијатива и тежња да она заживи као професионално позориште, постојале су од раније код студената, наставника али и у самом деканату. Међутим, иако је било извесних помака у опремању саме сале, за то се још нису створили сви потребни услови. 
Главна организациона служба за рад Камерне сцене био је, а и данас је, Позоришни студио под чијим су се патронатом изводиле испитне представе уз неколико школованих позоришних продуцената, мајстора светла и тона.

##### Прослава пола века од оснивања Факултета драмских уметности (1948-1998)
Након десет година од опремања Камерне сцене, на њој је приређена значајна прослава Факултета – педесетогодишњица рада. Тим поводом је 11. децембра 1998. Факултет добио Вукову награду, а у организацији декана Љиљане Мркић Поповић је на Камерној сцени изведена Глумачка вртешка, колаж вештина и стечених знања студената глуме у оквиру стручног образовања (сценске борбе, дикција, сценска акробатика, техника гласа, сценски покрет итд.)  
Такође је приказан филм Ивана Стефановића, студента Филмске режије ФДУ.  
Продекан Никола Маричић је отворио Телевизијски студио, а продекан Дарко Бајић Филмски студио. Министар просвете Јово Тодоровић поклонио је Факултету филмску камеру.  
Представљен је нулти број Билтена студената ФДУ, настао иницијативом директорке Института за позориште, филм, радио и телевизију и студената треће године Позоришне и радио продукције: Ане Тасић и Јанка Љумовића.  
Представљени су и први процеси рада новоосноване Катедре за снимање и дизајн звука (основана 1997. године).  
Додељене су Златне повеље личностима и институцијама из области драмских уметности (позоришта, филма, радија и телевизије).

##### Пола века од првог одржаног часа на Академији (1999)
Поводом овог јубилеја, у фебруару 1999. године декан Љиљана Мркић Поповић, на Камерној сцени орагнизује Позоришни и Филмски маратон.
Осим тога, по најбољим оценама професора, премијерно су изведене две представе студената треће године Позоришне режије: Вилењак, по мотивима приповетке Оскара Вајлда у режији Ане Ђорђевић и Анастасијин жалан беше ход, румунског писца Думитрија Раду Попеску у режији Јелене Богавац.
Све ове изведбе су биле увертира оснивању заједничког Позоришта "Мата Милошевић". Међутим, бомбардовање 1999. године је у том смислу, поново пролонгирало ствар.

##### Званично отварање Позоришта "Мата Милошевић"
На јесен 1999. године, организациони процес је настављен, да би Позориште напослетку било отворено 20. фебруара 2000. године уз симпозијум посвећен Мати Милошевићу на којем су учествовали некадашњи студенти ФДУ-а: Марија Црнобори, Мира Ступица, Огњенка Милићевић, Олга Савић и Петар Краљ, а конференсје је био Љубомир Муци Драшкић. На овај начин су високо оцењене студентске представе наставиле да живе и дуже од једног испитног извођења. С обзиром на високе стандарде и естетске критеријуме којима је своје студенте некада учио професор Мата Милошевић, репертоар је овде по истом принципу планиран и моделиран. Извођена су дела од класичне до модерне драмске књижевности.

## Организација Позоришта "Мата Милошевић"
Рад позоришта: Радило је почев од фебруара до краја летњег семестра. Годишњи и дипломски испити студената Глуме, Позоришне режије, Позоришне организације и Драматургије играни су у продукцији ФДУ, а понекад уз професионалну подршку и сарадњу колега.
Руководство и Уметничко руководство: Радом позоришта руководила је Љиљана Мркић Поповић. Љубомир Драшкић, је током три сезоне (2000-2002) био уметнички руководилац професионалних уметничких пројеката, а за слободне пројекте изван педагошког процеса, уметнички руководилац је био професор Светозар Рапајић.
Финансирање: Министарство за културу Републике Србије је стало иза овог пројекта, а основан је и конзорцијум за финансијску помоћ рада позоришта (као и биоскопске сале). Финансирање је редовно долазило и из Градске скупштине, од спонзора из земље и иностранства. По представи је учествовало до пет донатора. Позориште је маркетиншки промовисано, а представе оглашаване у новинама.
Организација:  Организационом тиму су припадали Позоришни студио у саставу: Вељо Герасимовић, шеф; организатори: Драгана Ђорђевић и Немања Константиновић; техничка служба, Душан Поповић, реквизитер; Гордана Пантелић, расвета; Александар Перовић, тон-мајстор; Мирјана Вујановић, кројачица и технички директор ФДУ Раде Машић. 
Декоративни део представа: Ликовност представа (сценографија и  костими) реализовани су у Позоришном студију и коришћени су ресурси факултетског фундуса.
Техничке одлике простора: Сцена поседује командни мост за режију тона и звука, четири „MAX"-ова звучника од 200W, касет дек и магнетофон „Revox”, 20 цугова, уграђена је АДБ опрема за прикључивање, 150 рефлектора и поклон Атељеа 212, миксета са појачалом.

Позорница је широка 15 и дубока 9,80 метара, са бочном сценом величине 5,30 X 7 метара. Улаз на сцену је бочни. Гледалиште броји 191 плус 8 места, а током прве сезоне, улазнице нису наплаћиване. Ауторски тим за идејно решење уређења и опремања простора предводио је архитекта Предраг Динуловић.

## Репертоар
Поновно извођење представа Вилењак (21, 22. фебруар) и Анастасијин жалан беше ход (24. фебруар) отворило је прву сезону Позоришта „Мата Милошевић“ за преко осам и по хиљада гледалаца до 26. јуна 2000. године. 
У другој сезони (21. фебруар – 21. јул 2001) на постојећи репертоар додате су четири нове представе, као и једномесечни концерти латино и фадо музике у извођењима професорке др Маје Волк. 
У критичарским освртима дневне штампе дата је велика важност првог извођења Хебела у историји српског позоришта управо на сцени овог Позоришта у режији Марице Вулетић. 
Током треће сезоне (22. фебруар – 29. јун 2002) представа која је Позоришту „Мата Милошевић“ донела пуну афирмацију у професионалности
јесте Шајлок у адаптацији и режији Љубомира Драшкића, као пример прожимања рада студената глуме и њихових професионалних колега, у оквиру личних сценских искустава и могућности.

Комплетан репертоар по сезонама се налази у каталогу поводом изложбе Музеја позоришне уметности посвећеној Позоришту "Мата Милошевић", ауторке Александре Милошевић.

## Завршетак рада
Позориште „Мата Милошевић“ је нагло престало са радом одласком професорке др Љиљане Мркић-Поповић са позиције декана, а на тај начин је постао невидљив и огроман труд тимског рада професора Светозара Рапајића, Љубомира Драшкића, др Николе Маричића, Дарка Бајића, др Владимира Јевтовића и Славенка Салетовића. 
Камерна сцена и даље постоји под руководством Позоришног студија у реализацији студентских испита.

## Сољашње везе
1. ПОЗОРИШТЕ "МАТА МИЛОШЕВИЋ"
2. Отварање изложбе Позориште “Мата Милошевић”